# Loboplusia
Loboplusia es un género monotípico de lepidópteros perteneciente a la familia Noctuidae. Su única especie:  Loboplusia vanderweelei Roepke, 1941, se encuentra en Asia donde se distribuye por Java, Nepal, India, Tailandia, Vietnam, Birmania y Sumatra.